# Yucca angustissima
Yucca angustissima es una especie de planta de la familia de las asparagáceas. 
Es nativo de Arizona, Nuevo México, Colorado y Utah, pero cultivada en otros lugares como planta ornamental.

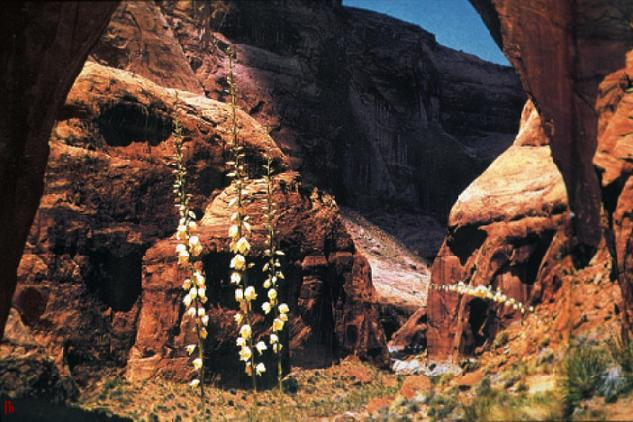
En su hábitat

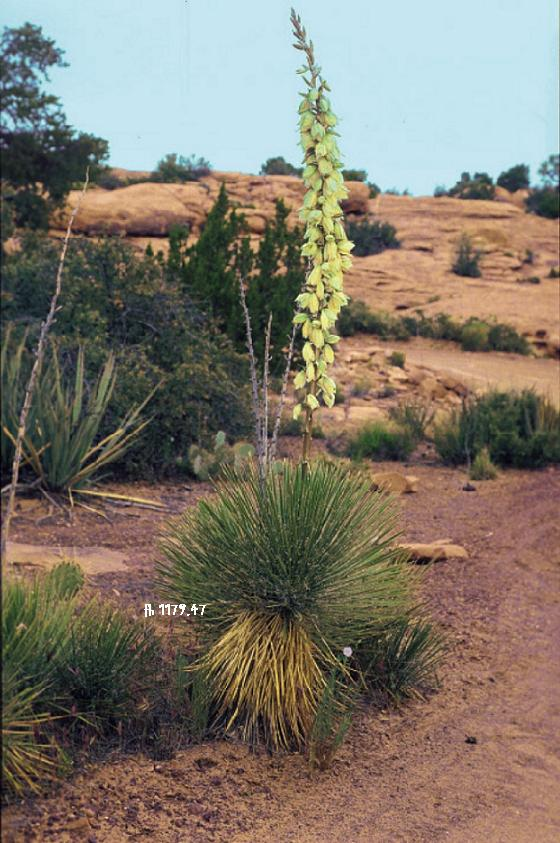
Vista de la planta

## Descripción
Yucca angustissima es una especie de baja estatura que forma colonias de rosetas basales de hasta 3 m  de diámetro. Las hojas son largas y delgadas, de hasta 150 cm de largo, pero raramente de más de 2 cm de ancho. Las flores son de color blanco a crema o blanco verdoso, son colgantes en racimos en tallos de hasta 2 m de altura. El fruto es una cápsula seca con semillas negras.

## Taxonomía
Yucca angustissima fue descrito por Engelm.  ex Trel. y publicado en Annual Report of the Missouri Botanical Garden 13: 58–59, pl. 23, f. 1, pl. 24, f. 1, pl. 83, f. 6. 1902
Etimología
Yucca: nombre genérico que fue nombrado por Carlos Linneo y que deriva por error de la palabra taína: yuca (escrita con una sola "c").
angustissima: epíteto latíno que significa "la más estrecha"
Variedades aceptadas
- Yucca angustissima var. avia Reveal
- Yucca angustissima var. kanabensis (McKelvey) Reveal
- Yucca angustissima var. toftiae (S.L.Welsh) Reveal

Sinonimia
- Yucca angustissima var. angustissima[11][12]